# Briar
Briar è un census-designated place (CDP) degli Stati Uniti d'America situato tra le contee di Parker, Tarrant e Wise nello Stato del Texas. La popolazione era di 5 665 abitanti al censimento del 2010.

## Geografia fisica
Briar è situata a 32°58′25″N 97°32′27″W (32.973507, -97.540710).
Secondo lo United States Census Bureau, il CDP ha una superficie totale di 56,84 km², dei quali 52,96 km² di territorio e 3,88 km² di acque interne (6,83% del totale).

## Società

### Evoluzione demografica
Secondo il censimento del 2010, la popolazione era di 5 665 abitanti.

### Etnie e minoranze straniere
Secondo il censimento del 2010, la composizione etnica del CDP era formata dal 92,11% di bianchi, lo 0,85% di afroamericani, lo 0,86% di nativi americani, lo 0,71% di asiatici, lo 0,16% di oceanici, il 3,04% di altre razze, e il 2,28% di due o più etnie. Ispanici o latinos di qualunque razza erano il 7,96% della popolazione.